# Turó de Puioret
El Turó de Puioret és una muntanya de 598 metres que es troba entre els municipis de l'Ametlla del Vallès i de Figaró-Montmany, a la comarca del Vallès Oriental.
El travessa una línia d'alta tensió i allotja una de les seves torres prop del cim.